# Emirati Arabi Uniti ai Giochi della XXXIII Olimpiade
Gli Emirati Arabi Uniti hanno partecipato ai Giochi della XXXIII Olimpiade che si sono svolti a Parigi dal 26 luglio all'11 agosto 2024, con una delegazione di 14 atleti, 10 uomini e 4 donne in 5 discipline.

## Delegazione
| Sport            | Uomini | Donne | Totale |
| ---------------- | ------ | ----- | ------ |
| Atletica leggera | 0      | 1     | 1      |
| Ciclismo         | 0      | 1     | 1      |
| Equitazione      | 4      | 0     | 4      |
| Judo             | 5      | 1     | 6      |
| Nuoto            | 1      | 1     | 2      |
| Totale           | 10     | 4     | 14     |